# 糖業改良意見書

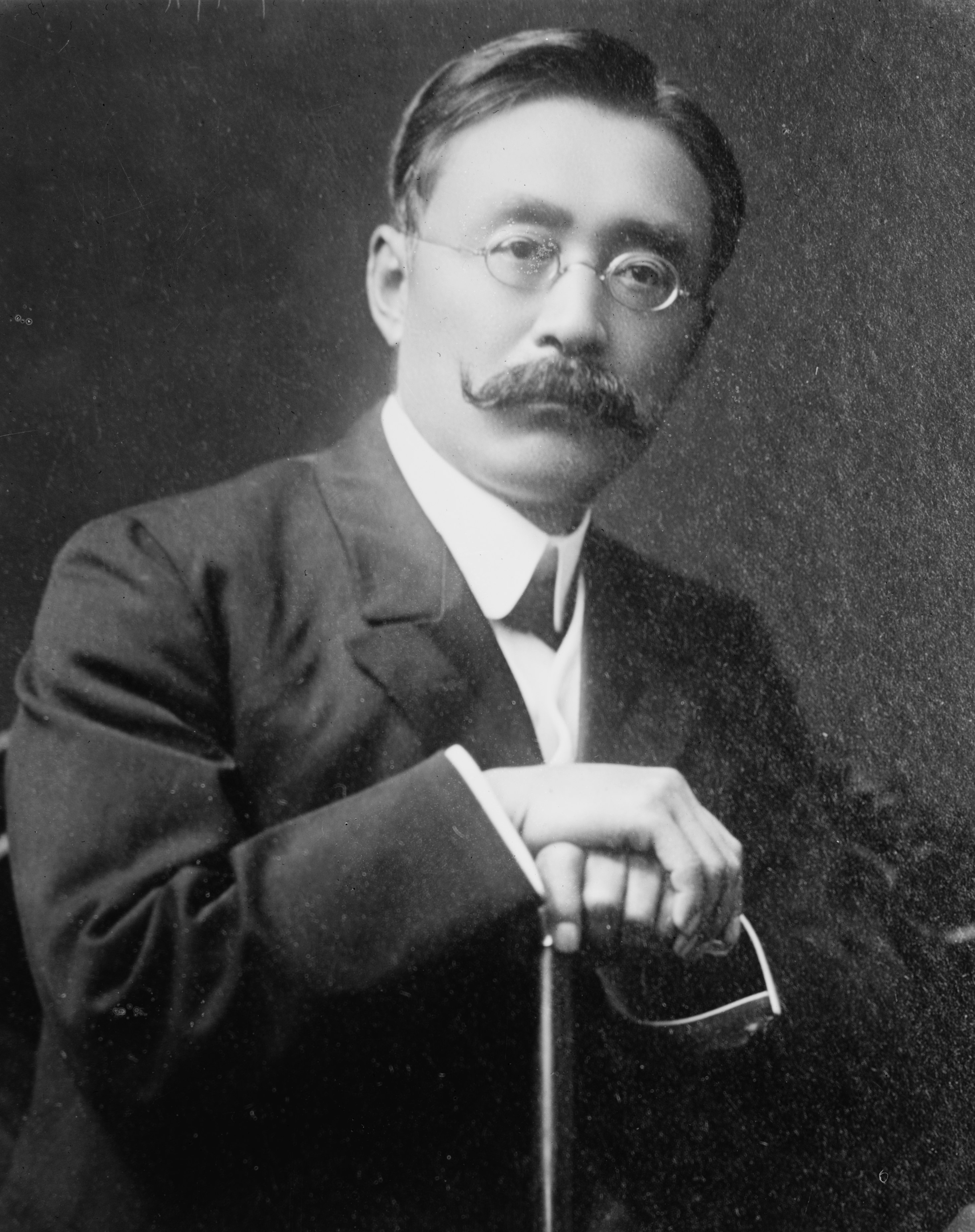
新渡戸稲造（1900年）

糖業改良意見書（とうぎょうかいりょういけんしょ）とは、台湾総督府殖産局長新渡戸稲造が1901年（明治34年）9月に提出した、甘蔗（サトウキビ）の生産、製造及び市場の3方面にわたる建議をした意見書である。

## 背景
1895年（明治28年）日本による台湾統治が始まると台湾総督府は、糖業を増進すべく甘蔗の耕作を奨励した。とりわけ第4代総督児玉源太郎（1898年着任）及び民政長官後藤新平は、台湾植民政策の中心を産業振興に置き、そのまた中心を糖業奨励に置いた。そのため台湾に新式製糖会社を設立すべく、1900年（明治33年）12月に台湾製糖株式会社を設立した。しかしながら、その後の台湾の産糖高は減少をきたしたため、台湾糖業政策の根本的計画を樹立すべく1901年（明治34年）農学博士新渡戸稲造を台湾総督府殖産局長として招聘した。その新渡戸が、1901年（明治34年）9月に提出した甘蔗の生産、製造及び市場の3方面にわたる意見書が「糖業改良意見書」である。

## 建議の内容
新渡戸は、産糖高減少の原因として以下の理由をあげている。
1. 領台時の戦乱により地方豪族が清（中国大陸）に帰ったことにより資本逃避が生じたこと。
2. 土着の盗賊により蔗園が荒廃したこと。
3. 蔗園労働者が、土着の盗賊を討伐するため死傷したことや鉄道建設に駆り出されたため労働力が欠乏したこと。
4. 軍路建設のための土地収用により耕作面積が減少したこと。
5. 課税額が苛重であること。
6. 製糖利益が中間業者に多く分配され生産者に利益が及びにくい一方で、労働賃金の高騰に悩まされたこと。

である。この原因分析のうえに新渡戸は以下の建議をしている。
甘蔗生産の農業の面では、主として
1. 甘蔗の品種の改良、具体的にはジャワよりラハイナ種ローズバンブー種を輸入すること
2. 栽培方法の改良、具体的には集約的耕作や肥料の改良
3. 水利灌漑
4. 既成田園とりわけ水利不完全な水田を蔗園とすること
5. 新たな蔗園適地について開墾を奨励すること、

などが建議されている。
製糖加工業については、
1. 大規模な機械製糖工場を設置すること

を建議している。
市場の保護については、
1. 外国から輸入される砂糖に対する関税の引上げ
2. 運輸路線の建設
3. 販路の拡張
4. 法定統一価格の制定
5. 糖業教育の推進
6. 産業組合の結成
7. 甘蔗保険の制定
8. 副生産品の奨励

などを建議している。

## 台湾総督府の対応
この「糖業改良意見書」に対し台湾総督府は、農民組合の組織、統一甘蔗価格と甘蔗保険の制定以外は、ほとんど全て受け入れた。台湾総督府は、この意見書に基づき、製糖工場への補助、製糖の原料の確保と市場保護などの奨励策を展開し、製糖業を日本支配下の台湾における最大の産業に急速に発展させた。
新渡戸は、同意見書による政策効果として、産糖額、砂糖消費税収入とも増加すると予測している（下表参照）。台湾総督府の財政は、1901年度以降、阿片・樟脳専売収入の減少により歳入の激減に見舞われ、総督府は事業計画の一部中止を含む財政計画の重大変更を余儀なくされた。そのため新渡戸の同意見書の政策効果として、産糖額・砂糖消費税とも増加するとの予想に着目した。総督府はこの予想に基づき台湾財政の自立化計画である「財政二十箇年計画」の全面的な改定を行っている。
| 年度             | 産糖高(新渡戸予想) | 産糖高(実際) | 砂糖消費税収入額(新渡戸予想) | 砂糖消費税収入額(実際) |
| ---------------- | ------------------ | ------------ | ---------------------------- | ---------------------- |
| 1903（明治36年） | 78,365,000         | 75,834,000   | 742,000                      | 761,000                |
| 1904（明治37年） | 117,775,000        | 82,632,000   | 1,060,000                    | 1,454,000              |
| 1905（明治38年） | 167,325,000        | 127,388,000  | 1,459,000                    | 1,866,000              |
| 1906（明治39年） | 201,775,000        | 106,461,000  | 1,737,000                    | 2,399,000              |
| 1907（明治40年） | 212,025,000        | 109,201,000  | 1,820,000                    | 2,000,000              |
| 1908（明治41年） | 223,625,000        | 203,879,000  | 1,913,000                    | 3,502,000              |
| 1909（明治42年） | 235,225,000        | 340,401,000  | 2,007,000                    | 5,467,000              |
| 1910（明治43年） | 246,825,000        | 450,564,000  | 2,100,000                    | 12,117,000             |
| 1911（明治44年） | 260,500,000        | 292,645,000  | 2,210,000                    | 10,715,000             |

（単位　産糖高；斤、砂糖消費税収入；円）